# 하수인
《하수인》(영어: The Hireling)은 영국에서 제작된 앨런 브리지스 감독의 1973년 드라마 영화이다. 로버트 쇼 등이 출연하였고, 벤 아바이드 등이 제작에 참여하였다. 1973년 제26회 칸 영화제에서 영화 《허수아비》와 황금종려상을 공동 수상했다.

## 출연진
- 로버트 쇼
- 세라 마일스
- 피터 이건
- 엘리자베스 셀러스

## 기타 제작진
- 의상: 필리스 돌턴